# مردی از زمین
مردی از زمین (به انگلیسی: The Man from Earth) فیلمی در ژانر علمی–تخیلی به نویسندگی جروم بیکسبی و کارگردانی ریچارد شنکمن و محصول سال ۲۰۰۷ ایالات متحده آمریکا است. جروم بیکسبی طرح فیلم‌نامه فیلم را از اوایل سال ۱۹۶۰ در سر داشت و در نهایت آن را در آوریل سال ۱۹۹۸ و در بستر مرگ به پایان رساند. در این فیلم دیوید لی اسمیت در نقش جان اولدمن، جان بیلینگزلی، تونی تاد، ویلیام کت، آلکسیس تورپ، ریچارد ریلی و آنیکا پترسون ایفای نقش می‌کنند.
داستان فیلم دربارهٔ جان اولدمن، یک استاد دانشگاه که به طور ناگهانی از حرفهٔ خود استعفا داده و قصد ترک کردن محل زندگیش را دارد. او ادعا می‌کند که یک انسان کرومانیون است و به نحوی توانسته بیش از ۱۴۰۰۰ سال بر روی زمین زنده بماند. تمام طول فیلم در طی مهمانی خداحافظی و در اطراف و داخل خانهٔ اولدمن روایت می‌شود و تقریباً کل فیلم از گفتگو میان افراد خانه تشکیل شده است. دنباله‌ای تحت عنوان مردی از زمین: هولوسن در سال ۲۰۱۷ به شکل بارگیری رایگان منتشر شد.

## بازیگران
- دیوید لی اسمیت در نقش جان اولدمن
- تونی تاد در نقش دَن
- جان بیلینگزلی در نقش هری
- الن کرافورد در نقش ایدِث
- آنیکا پترسون در نقش سندی
- ویلیام کت در نقش آرت جنکینز
- آلکسیس تورپ در نقش لیندا مورفی
- ریچارد ریلی در نقش دکتر ویل گروبر